# Juan Subercaseaux Errázuriz
Juan Subercaseaux Errázuriz (Santiago del Cile, 26 agosto 1896 – Regione di Coquimbo, 9 agosto 1942) è stato un arcivescovo cattolico cileno.

## Biografia
Juan Subercaseaux Errázuriz nacque il 26 agosto 1896 a Santiago del Cile. Era figlio di Ramon Subercaseaux Vicuña, diplomatico, ambasciatore del Cile presso la Santa Sede per più di due decenni e di Amalia Errázuriz Urmeneta, autrice del libro "Roma dell'anima". Il giovane Juan, educato in una famiglia profondamente cattolica e impegnata sul piano ecclesiale e sociale, ebbe come direttore spirituale il famoso padre cileno e parroco di "San Miguel", Miguel León Prado. Frequentò la prestigiosa scuola gesuita San Ignacio, di Santiago e da qui entrò direttamente al seminario maggiore di Santiago per proseguire gli studi. Il 3 aprile 1920 fu ordinato sacerdote a Santiago e proseguì gli studi di filosofia e teologia a Roma, inizialmente presso la Pontificia Università Gregoriana e successivamente presso il Pontificio Collegio Pio Latino Americano di Roma e presso l'Accademia dei Nobili (attuale Pontificia Accademia Ecclesiastica), dove ottenne il dottorato in filosofia e in teologia.
Il 23 febbraio 1935 fu eletto vescovo di Linares. Ricevette la consacrazione episcopale il 28 aprile 1935 dall'arcivescovo Ettore Felici, nunzio apostolico in Cile. L'8 gennaio 1940 fu promosso arcivescovo di La Serena, in cui entrò solennemente il 9 aprile 1940. Gli venne conferito l'Ordine della Corona d'Italia. Morì tragicamente in un incidente stradale nella provincia di Coquimbo (attuale regione di Coquimbo) il 9 agosto 1942.

## Genealogia episcopale e successione apostolica
La genealogia episcopale è:
- Cardinale Scipione Rebiba
- Cardinale Giulio Antonio Santori
- Cardinale Girolamo Bernerio, O.P.
- Arcivescovo Galeazzo Sanvitale
- Cardinale Ludovico Ludovisi
- Cardinale Luigi Caetani
- Cardinale Ulderico Carpegna
- Cardinale Paluzzo Paluzzi Altieri degli Albertoni
- Papa Benedetto XIII
- Papa Benedetto XIV
- Papa Clemente XIII
- Cardinale Marcantonio Colonna
- Cardinale Giacinto Sigismondo Gerdil, B.
- Cardinale Giulio Maria della Somaglia
- Cardinale Carlo Odescalchi, S.I.
- Vescovo Eugène de Mazenod, O.M.I.
- Cardinale Joseph Hippolyte Guibert, O.M.I.
- Cardinale François-Marie-Benjamin Richard de la Vergne
- Cardinale Pietro Gasparri
- Cardinale Benedetto Aloisi Masella
- Arcivescovo Ettore Felici
- Arcivescovo Juan Subercaseaux Errázuriz

La successione apostolica è:
- Vescovo Pedro Aguilera Narbona (1942)